# Општина Сантијаго Хустлавака (Оахака)
Сантијаго Хустлавака (шп. Santiago Juxtlahuaca) општина је у Мексику у савезној држави Оахака. Општина се налази на надморској висини од 1682 м.

## Становништво
Према подацима из 2010. у општини је живело 32927 становника.

### Хронологија
| Година       | 2000                  | 2005                  | 2010                  |
| ------------ | --------------------- | --------------------- | --------------------- |
| Становништво | 28118 (13178 / 14940) | 33401 (15770 / 17631) | 32927 (15475 / 17452) |

### Попис
| \| \| м \| \| \| ж \| \| 0—2 \| 1.112 \| \| \| 1.014 \| \| 3—5 \| 1.201 \| \| \| 1.184 \| \| 6—11 \| 2.426 \| \| \| 2.386 \| \| 12—14 \| 1.209 \| \| \| 1.261 \| \| 15—17 \| 1.154 \| \| \| 1.265 \| \| 18—24 \| 1.818 \| \| \| 2.315 \| \| 60+ \| 1.457 \| \| \| 1.850 \| \| Просек : \| 25,9 \| \| \| 27,6 \| |       |  |  |       |
| |       |  |  |       |
| | м     |  |  | ж     |
| 0—2 | 1.112 |  |  | 1.014 |
| 3—5 | 1.201 |  |  | 1.184 |
| 6—11 | 2.426 |  |  | 2.386 |
| 12—14 | 1.209 |  |  | 1.261 |
| 15—17 | 1.154 |  |  | 1.265 |
| 18—24 | 1.818 |  |  | 2.315 |
| 60+ | 1.457 |  |  | 1.850 |
| Просек : | 25,9  |  |  | 27,6  |

| #   | Индикатор                                                                                        | Вредност |
| --- | ------------------------------------------------------------------------------------------------ | -------- |
| 1   | Становништво од 0 до 2 године                                                                    | 2126     |
| 2   | Мушко становништво од 0 до 2 године                                                              | 1112     |
| 3   | Женско становништво од 0 до 2 године                                                             | 1014     |
| 4   | Становништво са 3 и више година                                                                  | 30034    |
| 5   | Мушко становништво са 3 и више година                                                            | 13981    |
| 6   | Женско становништво са 3 и више година                                                           | 16053    |
| 7   | Становништво са 5 и више година                                                                  | 28442    |
| 8   | Мушко становништво са 5 и више година                                                            | 13190    |
| 9   | Женско становништво са 5 и више година                                                           | 15252    |
| 10  | Становништво са 12 и више година                                                                 | 22837    |
| 11  | Мушко становништво са 12 и више година                                                           | 10354    |
| 12  | Женско становништво са 12 и више година                                                          | 12483    |
| 13  | Становништво са 15 и више година                                                                 | 20367    |
| 14  | Мушко становништво са 15 и више година                                                           | 9145     |
| 15  | Женско становништво са 15 и више година                                                          | 11222    |
| 16  | Становништво са 18 и више година                                                                 | 17948    |
| 17  | Мушко становништво са 18 и више година                                                           | 7991     |
| 18  | Женско становништво са 18 и више година                                                          | 9957     |
| 19  | Становништво од 3 до 5 година                                                                    | 2385     |
| 20  | Мушко становништво од 3 до 5 година                                                              | 1201     |
| 21  | Женско становништво од 3 до 5 година                                                             | 1184     |
| 22  | Становништво од 6 до 11 година                                                                   | 4812     |
| 23  | Мушко становништво од 6 до 11 година                                                             | 2426     |
| 24  | Женско становништво од 6 до 11 година                                                            | 2386     |
| 25  | Становништво од 8 до 14 година                                                                   | 5650     |
| 26  | Мушко становништво од 8 до 14 година                                                             | 2826     |
| 27  | Женско становништво од 8 до 14 година                                                            | 2824     |
| 28  | Становништво од 12 до 14 година                                                                  | 2470     |
| 29  | Мушко становништво од 12 до 14 година                                                            | 1209     |
| 30  | Женско становништво од 12 до 14 година                                                           | 1261     |
| 31  | Становништво од 15 до 17 година                                                                  | 2419     |
| 32  | Мушко становништво од 15 до 17 година                                                            | 1154     |
| 33  | Женско становништво од 15 до 17 година                                                           | 1265     |
| 34  | Становништво од 18 до 24 године                                                                  | 4133     |
| 35  | Мушко становништво од 18 до 24 године                                                            | 1818     |
| 36  | Женско становништво од 18 до 24 године                                                           | 2315     |
| 37  | Женско становништво од 15 до 49 година                                                           | 8202     |
| 38  | Становништво са 60 и више година                                                                 | 3307     |
| 39  | Мушко становништво са 60 и више година                                                           | 1457     |
| 40  | Женско становништво са 60 и више година                                                          | 1850     |
| 41  | Однос између мушкараца и жена                                                                    | 88.67    |
| 42  | Становништво од нуле до 14 година                                                                | 11793    |
| 43  | Становништво од 15 до 64 године                                                                  | 17857    |
| 44  | Становништво од 65 година и више                                                                 | 2510     |
| 45  | Просечан број деце                                                                               | 2.86     |
| 46  | Становништво рођено у ентитету                                                                   | 30337    |
| 47  | Мушко становништво рођено у ентитету                                                             | 14231    |
| 48  | Женско становништво рођено у ентитету                                                            | 16106    |
| 49  | Становништво рођено у другом ентитету                                                            | 1453     |
| 50  | Мушко становништво рођено у другом ентитету                                                      | 689      |
| 51  | Женско становништво рођено у другом ентитету                                                     | 764      |
| 52  | Становништво од 5 година и више резидентно у ентитету у јуну 2005. године                        | 26888    |
| 53  | Мушко становништво старосног доба од 5 година и више, резидентно у ентитету у јуну 2005. године  | 12285    |
| 54  | Женско становништво старосног доба од 5 и више година, резидентно у ентитету у јуну 2005. године | 14603    |
| 55  | Становништво од 5 година и више које је живело у другом ентитету у јуну 2005. године             | 686      |
| 56  | Мушко становништво старије од 5 година које је живело у другом ентитету у јуну 2005. године      | 330      |
| 57  | Женско становништво старије од 5 година које је живело у другом ентитету у јуну 2005. године     | 356      |
| 58  | Становништво од 3 године и више које говори аутохтони језик                                      | 20019    |
| 59  | Мушко становништво старо 3 године и више које говори аутохтони језик                             | 9281     |
| 60  | Женско становништво старо 3 године и више које говори аутохтони језик                            | 10738    |
| 61  | Становништво од 3 године и више које говори аутохтони језик и не говори шпански језик            | 5726     |
| 62  | Мушко становништво старо 3 године и више које говори аутохтони језик и не говори шпански         | 2102     |
| 63  | Женско становништво старо 3 године и више које говори аутохтони језик и не говори шпански језик  | 3624     |
| 64  | Становништво старо 3 године и више које говори аутохтони језик и шпански                         | 14143    |
| 65  | Мушко становништво старо 3 године и више које говори аутохтони језик и шпански                   | 7117     |
| 66  | Женско становништво старо 3 године и више које говори аутохтони језик и шпански                  | 7026     |
| 67  | Становништво од 5 година и више које говори аутохтони језик                                      | 19071    |
| 68  | Становништво од 5 година и више које говори аутохтони језик и не говори шпански језик            | 5018     |
| 69  | Становништво од 5 година и више које говори аутохтони језик и говори шпански језик               | 13916    |
| 70  | Становништво у домородачким домаћинствима                                                        | 25345    |
| 71  | Становништво са ограничењима у активностима                                                      | 1437     |
| 72  | Становништво са ограниченим ходањем или кретањем, горе или доле                                  | 702      |
| 73  | Становници са ограничењима вида, чак и уз кориштење сочива                                       | 434      |
| 74  | Становништво са ограничењима говора, комуникације или конверзације                               | 113      |
| 75  | Становништво са ограниченим слухом                                                               | 187      |
| 76  | Становништво са ограничењима при одевању, купању или јелу                                        | 55       |
| 77  | Становништво са ограничењима у опажању или учењу једноставних ствари                             | 152      |
| 78  | Становништво са менталним ограничењима                                                           | 89       |
| 79  | Становништво без ограничења активности                                                           | 30407    |
| 80  | Становништво од 3 до 5 година које не похађа школу                                               | 1192     |
| 81  | Мушко становништво од 3 до 5 година које не похађа школу                                         | 609      |
| 82  | Женско становништво од 3 до 5 година које не похађа школу                                        | 583      |
| 83  | Становништво од 6 до 11 година које не похађа школу                                              | 264      |
| 84  | Мушко становништво од 6 до 11 година које не похађа школу                                        | 129      |
| 85  | Женско становништво од 6 до 11 година које не похађа школу                                       | 135      |
| 86  | Становништво од 12 до 14 година које не похађа школу                                             | 293      |
| 87  | Мушко становништво од 12 до 14 година које не похађа школу                                       | 119      |
| 88  | Женско становништво од 12 до 14 година које не похађа школу                                      | 174      |
| 89  | Становништво од 15 до 17 година похађа школу                                                     | 1498     |
| 90  | Мушко становништво од 15 до 17 година похађа школу                                               | 744      |
| 91  | Женско становништво између 15 и 17 година живота у школи                                         | 754      |
| 92  | Становништво од 18 до 24 године похађа школу                                                     | 789      |
| 93  | Мушко становништво од 18 до 24 године похађа школу                                               | 348      |
| 94  | Женско становништво од 18 до 24 године похађа школу                                              | 441      |
| 95  | Становништво од 8 до 14 година које не може да чита и пише                                       | 663      |
| 96  | Мушко становништво старосног доба од 8 до 14 година које не може да чита и пише                  | 353      |
| 97  | Женско становништво старосног доби од 8 до 14 година које не може да чита и пише                 | 310      |
| 98  | Становништво од 15 година и више које је неписмено                                               | 5783     |
| 99  | Мушко становништво од 15 година и више које је неписмено                                         | 1912     |
| 100 | Женско становништво од 15 година и више које је неписмено                                        | 3871     |
| 101 | Становништво старо 15 и више година без школовања                                                | 5047     |
| 102 | Мушко становништво старо 15 и више година без школовања                                          | 1722     |
| 103 | Женско становништво старо 15 и више година без школовања                                         | 3325     |
| 104 | Становништво старосног доба 15 и више година са непотпуним основним образовањем                  | 3855     |
| 105 | Мушко становништво старосног доба од 15 година и више са непотпуном основним образовањем         | 1831     |
| 106 | Женско становништво старосног доба 15 и више година са непотпуном основним образовањем           | 2024     |
| 107 | Становништво старо 15 и више година са комплетним основним образовањем                           | 3702     |
| 108 | Мушко становништво старо 15 година и више са комплетним основним образовањем                     | 1837     |
| 109 | Женско становништво старо 15 и више година са комплетним основним образовањем                    | 1865     |
| 110 | Становништво старосног доба 15 и више година са непотпуним средњим образовањем                   | 1300     |
| 111 | Мушко становништво старосног доба од 15 година и више са непотпуним средњим образовањем          | 696      |
| 112 | Женско становништво старосног доба од 15 година и више са непотпуним средњим образовањем         | 604      |
| 113 | Становништво старо 15 и више година са пуним секундарном образовањем                             | 3231     |
| 114 | Мушко становништво старосног доба од 15 година и више са пуним секундарном образовањем           | 1596     |
| 115 | Женско становништво старосног доба од 15 година и више са пуним секундарном образовањем          | 1635     |
| 116 | Становништво старије од 18 година са постосновним образовањем                                    | 2737     |
| 117 | Мушко становништво старије од 18 година са постосновним образовањем                              | 1273     |
| 118 | Женско становништво старије од 18 година са постосновним образовањем                             | 1464     |
| 119 | Просечна оцена школовања                                                                         | 5.53     |
| 120 | Просечан ниво образовања мушке популације                                                        | 5.97     |
| 121 | Просечан ниво образовања женског становништва                                                    | 5.18     |
| 122 | Економски активно становништво                                                                   | 9655     |
| 123 | Економски активна мушка популација                                                               | 7004     |
| 124 | Економски активна женска популација                                                              | 2651     |
| 125 | Становништво које није економски активно                                                         | 12917    |
| 126 | Мушко становништво које није економски активно                                                   | 3195     |
| 127 | Женско становништво које није економски активно                                                  | 9722     |
| 128 | Запослено становништво                                                                           | 9297     |
| 129 | Запослено мушко становништво                                                                     | 6681     |
| 130 | Запослено женско становништво                                                                    | 2616     |
| 131 | Незапослена популација                                                                           | 358      |
| 132 | Незапослена мушка популација                                                                     | 323      |
| 133 | Незапослена женска популација                                                                    | 35       |
| 134 | Становништво без права на здравствене услуге                                                     | 20991    |
| 135 | Становништво које има право на здравствене услуге                                                | 11072    |
| 136 | Становништво које има право на ИМСС                                                              | 5382     |
| 137 | Становништво које има право на социјално осигурање                                               | 627      |
| 138 | Становништво које има право на државно социјално осигурање                                       | 215      |
| 139 | Становништво које има право на опште осигурање или здравствено осигурање за нову генерацију      | 3634     |
| 140 | Становништво које је било једном или није било у браку током 12 година и више                    | 8590     |
| 141 | Венчано или уједињено становништво од 12 година и више                                           | 12425    |
| 142 | Становништво које је било у браку или уједињено 12 година и више                                 | 1765     |
| 143 | Становништво са католичком религијом                                                             | 26476    |
| 144 | Протестанти, еванђелисти и библијски следбеници различити од еванђелиста                         | 4120     |
| 145 | Становништво са другим религијама различитим од претходних                                       | 0        |
| 146 | Становништво без религије                                                                        | 298      |
| 147 | Укупно пописаних домаћинства                                                                     | 6686     |
| 148 | Пописна домаћинства на челу са мушкарцима                                                        | 4930     |
| 149 | Пописна домаћинства на челу са женама                                                            | 1756     |
| 150 | Становништво у пописним домаћинствима                                                            | 32086    |
| 151 | Становништво у пописним домаћинствима на челу са мушкарцима                                      | 25365    |
| 152 | Становништво у пописним домаћинствима на челу са женама                                          | 6721     |
| 153 | Укупно домаћинстава                                                                              | 9991     |
| 154 | Укупно насељених домаћинстава                                                                    | 6946     |
| 155 | Укупно приватних кућа                                                                            | 9731     |
| 156 | Насељени приватни домови                                                                         | 6686     |
| 157 | Укупно насељених приватних кућа                                                                  | 6940     |
| 158 | Ненасељене приватне куће                                                                         | 2122     |
| 159 | Појединачна домаћинства за привремену употребу                                                   | 923      |
| 160 | Становници у насељеним приватним кућама                                                          | 32086    |
| 161 | Насељеност станара у приватним становима                                                         | 4.8      |
| 162 | Просечно становника по соби у приватним насељеним домаћинствима                                  | 1.65     |
| 163 | Појединачна домаћинства са подовима од различитих материјала од земље                            | 3478     |
| 164 | Појединачна домаћинства у приземљу                                                               | 3165     |
| 165 | Појединачна домаћинства са једном спаваћом собом                                                 | 3553     |
| 166 | Појединачна домаћинства са две спаваће собе и више                                               | 3086     |
| 167 | Појединачна домаћинства са једним собом                                                          | 1145     |
| 168 | Појединачна домаћинства са две собе                                                              | 2021     |
| 169 | Појединачна домаћинства са 3 собе и више                                                         | 3455     |
| 170 | Појединачна домаћинства која имају електрично светло                                             | 6117     |
| 171 | Појединачна домаћинства која немају електрично светло                                            | 507      |
| 172 | Појединачна домаћинства која имају водоводну воду у стамбеном простору                           | 4300     |
| 173 | Појединачна домаћинства која немају водоводну воду у стамбеном простору                          | 2329     |
| 174 | Појединачна домаћинства која имају тоалет                                                        | 5190     |
| 175 | Појединачна домаћинства која имају канализацију                                                  | 3858     |
| 176 | Појединачна домаћинства која немају канализацију                                                 | 2745     |
| 177 | Појединачна домаћинства која имају електрично светло, довод воде из јавне мреже и канализацију   | 2833     |
| 178 | Појединачна домаћинства без икаквих услова                                                       | 1639     |
| 179 | Појединачна домаћинства која имају радио                                                         | 3692     |
| 180 | Појединачна домаћинства која имају телевизор                                                     | 3793     |
| 181 | Појединачна домаћинства која имају фрижидер                                                      | 2378     |
| 182 | Појединачна домаћинства која имају машину за веш                                                 | 1664     |
| 183 | Појединачна домаћинства која имају аутомобил или комби                                           | 1350     |
| 184 | Појединачна домаћинства која имају рачунар                                                       | 499      |
| 185 | Појединачна домаћинства која имају фиксну телефонску линију                                      | 1098     |
| 186 | Појединачна домаћинства која имају мобилни телефон                                               | 1860     |
| 187 | Појединачна домаћинства која имају приступ интернету                                             | 285      |